# I bitwa pod Małogoszczem
Bitwa pod Małogoszczem – jedna z największych bitew powstania styczniowego, stoczona 24 lutego 1863 roku.
Dzieje powstańca rannego w bitwie stały się tematem powieści Stefana Żeromskiego Wierna rzeka (tytuł pochodzi od przepływającej nieopodal rzeki Łosośna, która oczyściła rany powstańca i ukryła przed Moskalami plany Rządu Narodowego).

## Przebieg bitwy
Generał Marian Langiewicz, będący dowódcą województwa sandomierskiego, przeprowadził w Górach Świętokrzyskich udaną koncentrację sił mających iść na Warszawę. W klasztorze w Wąchocku zgromadził 1400 ludzi, formując z nich oddziały jazdy, piechoty i służb. Założył tam kancelarię sztabową, ambulans, drukarnię i fabryczkę broni.
Rosjanie rozpoczęli za nim pościg, uderzając w kilku miejscach jednocześnie. 11 lutego pobił Rosjan w bitwie pod Słupią, zdobywając 1000 karabinów i 8 dział. Jego siły stale rosły. W Małogoszczu Langiewicz połączył swoje siły z idącym z Mazowsza oddziałem Antoniego Jeziorańskiego. Miał już teraz 2600 żołnierzy.
Dowódcy rosyjscy postanowili 24 lutego zaatakować Langiewicza z kilku stron naraz. Ksawery Czengiery miał uderzyć na Polaków od północy, Włodzimierz Dobrowolski od południowego wschodu, a Gołubow od południa. Pierwszy około godziny 10 zaatakował siły Langiewicza Dobrowolski, który prowadził oddział w sile 3 kompanii piechoty, szwadronu dragonów i 6 dział o dalekim zasięgu. Langiewicz skierował przeciw siłom Dobrowolskiego batalion Grudzińskiego i jednocześnie skierował batalion Czachowskiego, by ten oskrzydlił Rosjan. Jednak w tym momencie około godziny 11 uderzyła na Małogoszcz grupa Gołubowa i po zażartej, dwugodzinnej walce, zdobyła miasto. W tej sytuacji Langiewicz nakazał odwrót, który osłaniał kontratakami jazdy. Gdy w końcu przybyła grupa Czangierego, jej atak wywołał panikę w polskich wojskach, opanowaną jednak przez Langiewicza. Wojska polskie zdołały wycofać się do Bolmina, poniosły jednak ciężkie straty: 300 zabitych, 500 rannych, cały tabor i 2 działa. Do tak dużych strat wśród sił Langiewicza doszło w znacznej mierze z powodu ognia sześciu ciężkich dział rosyjskich. Tylko przytomność umysłu Langiewicza i kontrataki kawalerii zapobiegły masakrze polskiej grupy.

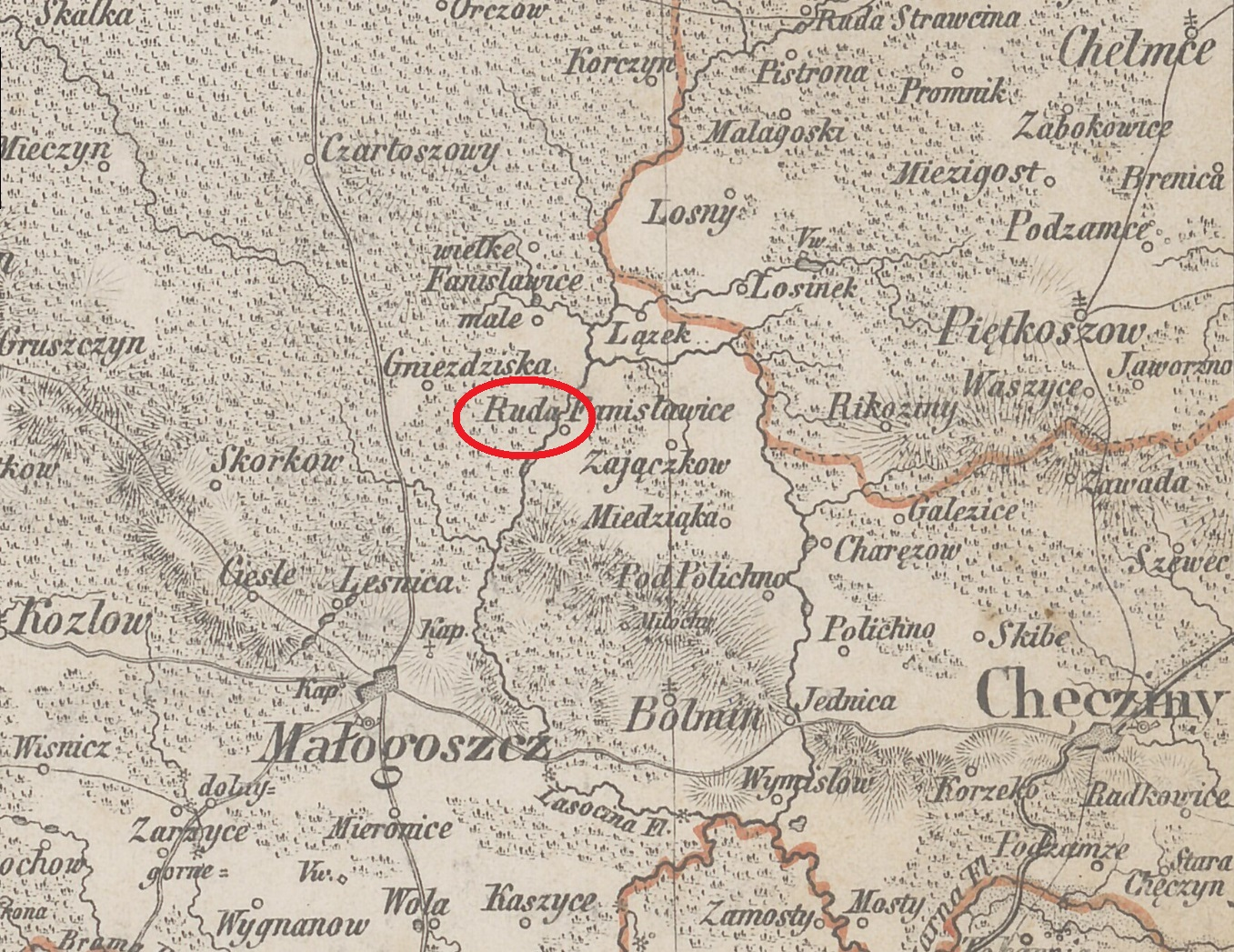
Okolice Małogoszcza, zaznaczona Ruda Zajączkowska (Niezdoły z powieści Wierna rzeka), fragment mapy z połowy XIX wieku.

## Upamiętnienie
Walki powstańców pod Małogoszczem zostały po 1990 r. upamiętnione na jednej z tablic na Grobie Nieznanego Żołnierza w Warszawie napisem "MAŁOGOSZCZ 24 II 1863"

## Literatura
- Mała Encyklopedia Wojskowa, Wydawnictwo Ministerstwa Obrony Narodowej, Warszawa 1967, Wydanie I, Tom 2